# المهندسون المحترفون أونتاريو
المهندسون المحترفون أونتاريو Professional Engineers Ontario (PEO)، والتي عرفت حتى عام 1993 باسم جمعية المهندسين المحترفين في أونتاريو (APEO)، هي هيئة التنظيم الذاتي التي تحكم ما يزيد عم 87000 من المهندسين المحترفين في مقاطعة أونتاريو في كندا (بما يوازي نقابة المهندسين في الدول العربية) وتضع معايير الممارسة الهندسية وتنظمها في المقاطعة. لديها تفويض قانوني بموجب قانون المهندسين المحترفين في أونتاريو لحماية المصلحة العامة في الأمور المتعلقة بالهندسة. تم إنشاؤها في عام 1922 وهي مكلفة أيضاً بتثقيف أعضائها بأحدث التطورات والحفاظ على ناموس الأخلاقيات التي تضع المصلحة العامة في المقام الأول. يمكن تعريف المهندسين المحترفين المرخصين من قبل الجمعية بإضافة P.Eng. بعد أسمائهم لتمييزهم عن من لا يحمل ترخيص ممارسة الهندسة.
تتكون PEO من 36 فرع محلي، يمثل كل منها منطقة جغرافية مختلفة في أونتاريو. يحكم PEO مجلس مؤلف من 29 فرداً، 17 منهم ينتخبون من قبل حاملي التراخيص و 12 آخرون تعينهم حكومة المقاطعة.
ان صلاحيات عضوية PEO بما فيها صلاحية حمل لقب «مهندس» في أونتاريو لا تشمل المعماريين (architect)، بل هنالك جمعية منفصلة تنظم عملهم وهي جمعية أونتاريو للمعماريين (OAA) وبينها وبين PEO لجنة ارتباط وعمل مشترك.
ليس من اختصاص PEO مناصرة قضايا المشتغلين بمهنة الهندسة كالسعي لزيادة مردودهم المادي والمعنوي، فلمثل تلك الأمور خصيصاً أنشأت جمعية أخرى تعرف باسم جمعية أونتاريو للمهندسين المحترفين Ontario Society of Professional Engineers (OSPE) والأخيرة انبثقت من PEO عام 2000 وبينها وبين PEO لجنة ارتباط وأعمال مشتركة.

## روابط خارجية
- موقع PEO